# 马蹄荷小煤炱
马蹄荷小煤炱（学名：Meliola symingtoniae）是属于小煤炱目小煤炱科小煤炱属的一种真菌，寄生在马蹄荷属植物上。该种分布于中国、印度。